# Osman Duraliev
Osman Duraliev (n. 15 ianuarie 1939, Vladimirovți, Samuil, Razgrad, Bulgaria – d. 25 aprilie 2011, Istanbul, Turcia) a fost un luptător ce a reprezentat Bulgaria, medaliat olimpic. A participat la 2 ediții ale Jocurilor Olimpice (1968, 1972) în care a câștigat două medalii de argint.